# Giovanni Bellini
Giovanni Bellini, detto il Giambellino e Zuane Belin in lingua veneta (Venezia, 1427 o 1430 circa – Venezia, 29 novembre 1516), è stato un pittore italiano cittadino della Repubblica di Venezia, tra i più celebri artisti del Rinascimento.

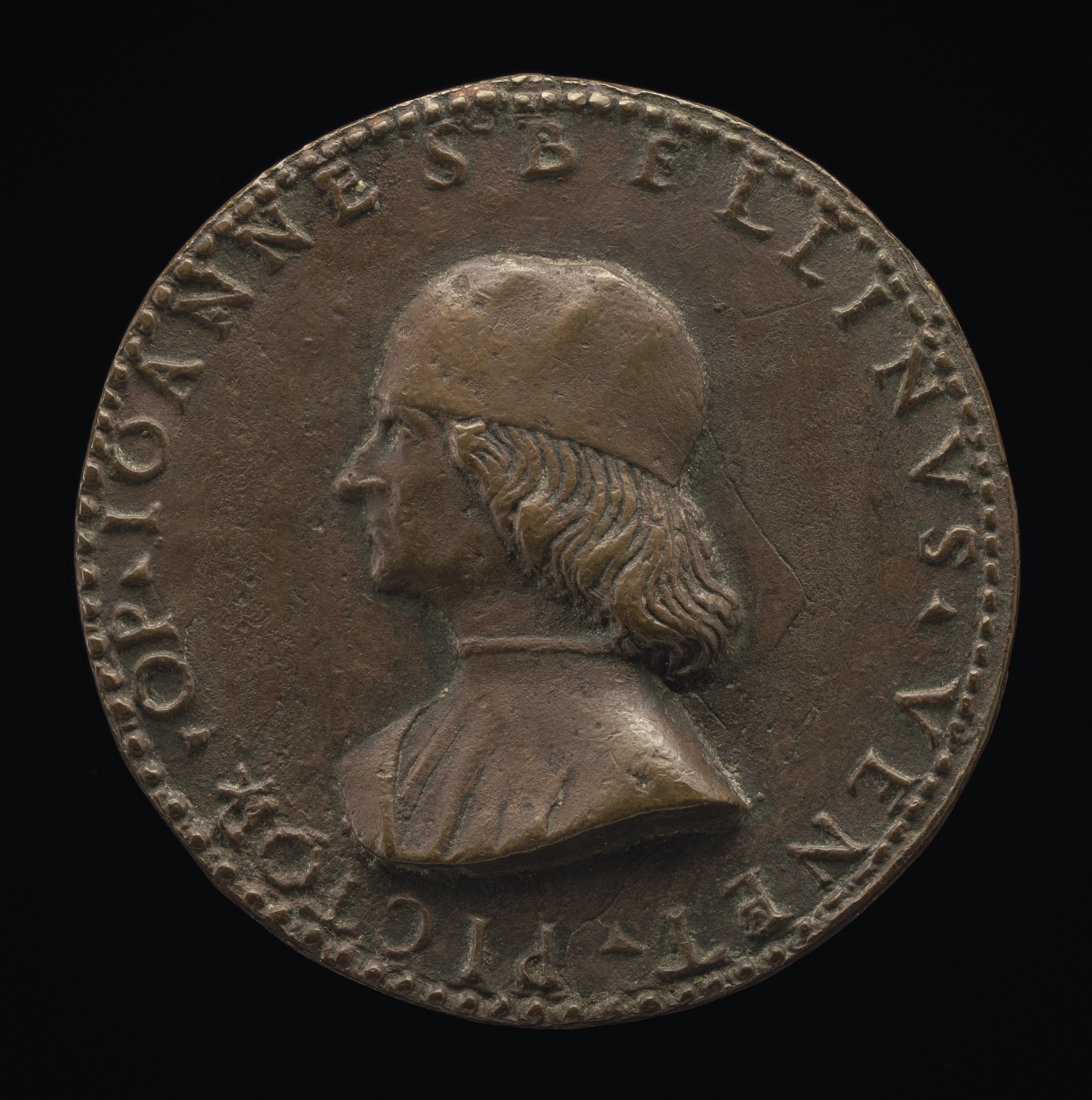
Vittore Gambello, Giovanni Bellini, pittore veneziano, 1470-1480 circa, medaglia in bronzo, recto, 5,84 cm, Washington, National Gallery; unico ritratto certo del pittore

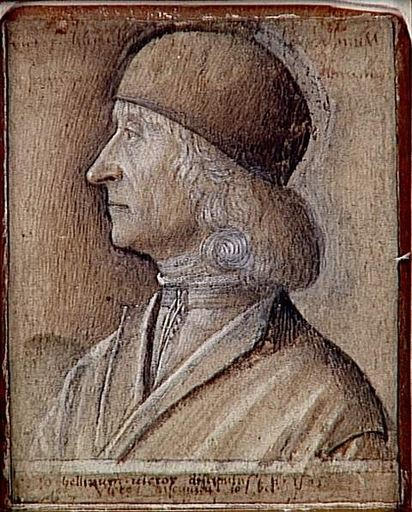
Vittore Belliniano, Ritratto d'uomo (Giovanni Bellini?), 1505, inchiostro e gessetto su carta, 10,9x8,8 cm, Chantilly, Musée Condé

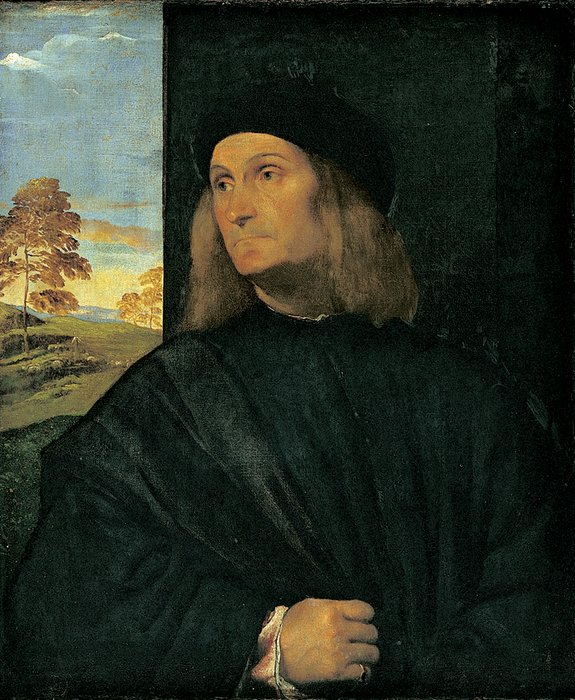
Tiziano Vecellio, Presunto ritratto di Giovanni Bellini, 1511-1512, olio su tela, 80x66 cm, Copenaghen, Statens Museum for Kunst

Lavorò intensamente per ben sessant'anni, sempre ai massimi livelli, traghettando la pittura veneziana, che in lui ebbe un fondamentale punto di riferimento, attraverso le esperienze più diverse, dalla tradizione bizantina ai modi padovani filtrati da Andrea Mantegna, dalle lezioni di Piero della Francesca, Antonello da Messina e Albrecht Dürer, fino al tonalismo di Giorgione. Nelle sue opere Bellini seppe accogliere tutti questi stimoli rinnovandosi continuamente, ma senza tradire mai il legame con la propria tradizione, valorizzandolo anzi e facendone un punto di forza.

## Biografia

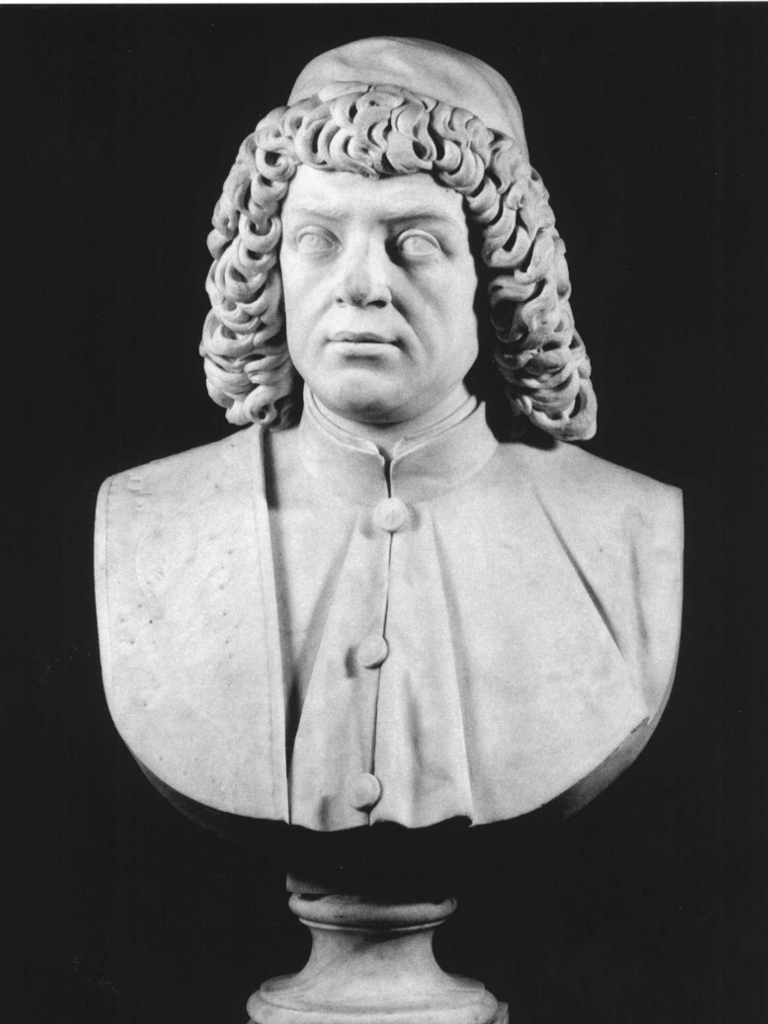
Lorenzo Larese Moretti, Busto di Giovanni Bellini, marmo, 1858, Venezia, Istituto veneziano di lettere scienze ed arti

Sebbene ritenuto fin dai contemporanei una figura di eccezionale grandezza, Giovanni Bellini è citato di rado dai documenti e dalle fonti dell'epoca, con interi periodi della sua biografia rimasti oscuri e con numerose sue opere, anche capitali, che sfuggono a un inquadramento definitivo per la scarsità di notizie sicure pervenuteci.

### Origini
Giovanni era figlio dell'affermato artista veneziano Jacopo Bellini, forse il secondo o il terzogenito. La data di nascita esatta è sconosciuta e controversa: Giorgio Vasari lo definì morto novantenne nel 1516, quindi sarebbe nato nel 1426. Ma il grande storiografo fiorentino, tutt'altro che estraneo a questo tipo di errori soprattutto per gli artisti a lui non contemporanei, viene smentito da un documento del testamento della madre di Bellini, la marchigiana Anna Rinversi, redatto in occasione del primo parto, che avvenne solo nel 1429. Le fonti contemporanee a Giovanni Bellini sono incomplete su chi sia il primogenito della famiglia: Gentile è sempre ricordato come maggiore di Giovanni, ma primogenita potrebbe essere anche Nicolosia (andata poi in sposa ad Andrea Mantegna) o un fantomatico quarto fratello Niccolò, riscoperto solo nel 1985 da Meyer Zu Capellen. La data di nascita di Giovanni non può quindi cadere negli anni venti e va verosimilmente spostata al 1430 circa, se non più tardi.
C'è poi la questione della legittimità o meno di Giovanni come figlio della coppia. Di solito viene indicato come figlio naturale, nato quindi dal padre fuori dal matrimonio con un'altra donna, o da un matrimonio precedente a quello con Anna, in base al documento del testamento di Anna Rinversi del novembre 1471, quando, ormai già vedova di Jacopo, dispose che i suoi beni andassero a Niccolò, Gentile e Nicolosia. L'assenza di menzioni a Giovanni è stata spiegata da Fiocco (1909) come prova della diversa nascita del quarto figlio, che però non è suffragata da altre prove e di cui la critica successiva ha preso atto con molte cautele.

### Fase giovanile

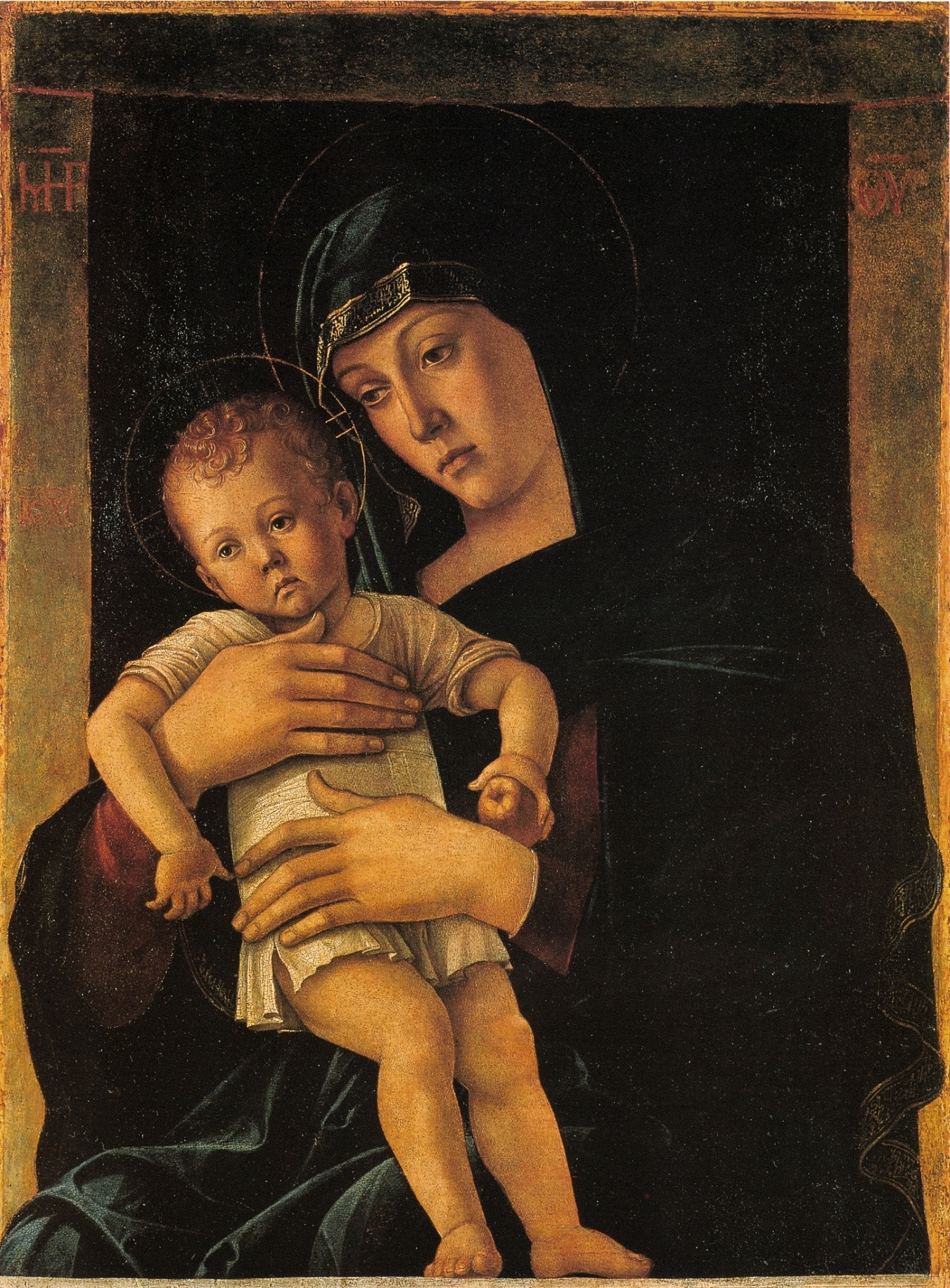
Madonna greca (1460-1470 circa)

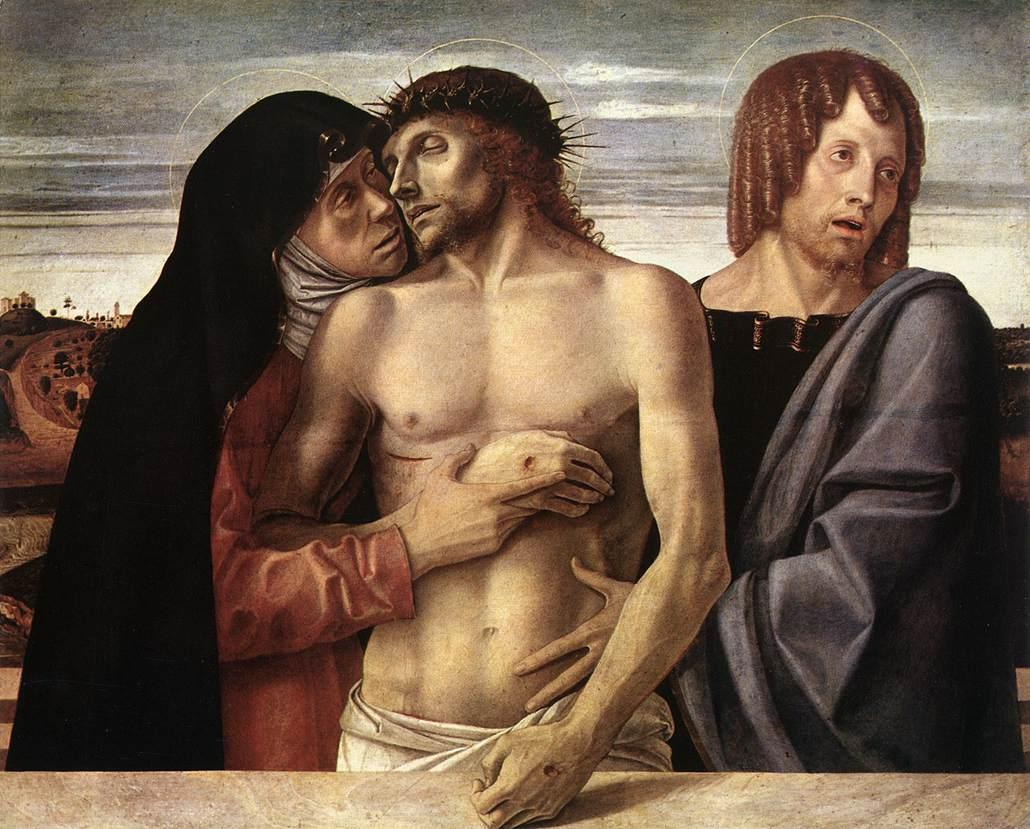
Pietà (1465-1470 circa)

#### Gli esordi artistici
Gli esordi di Giovanni nell'arte sono incerti e dovrebbero collocarsi negli anni 1445-1450, sebbene nessuna opera conosciuta dell'artista sia unanimemente attribuita a quel periodo. Tra le candidate un tempo più probabili c'erano un San Girolamo al Barber Institute di Birmingham e una Crocifissione del Museo Poldi Pezzoli che la critica più recente tende invece ad attribuire alla generica produzione veneziana della prima metà del Quattrocento.
Le prime prove del giovane Giovanni dovevano però avere caratteri "asprigni", legati all'esempio della bottega paterna e di quella dei Vivarini, le due più importanti fucine pittoriche nella Venezia del tempo. Per trovare una prima menzione certa di Giovanni, si deve risalire ad un documento del 9 aprile 1459, quando alla presenza del notaio veneziano Giuseppe Moisis, fece una testimonianza, venendo annotato come residente, da solo, in San Lio.
Ciò non significa però che l'artista lavorasse già da solo, almeno per le grandi commissioni, infatti una testimonianza di Fra Valerio Polidoro del 1460 rileva la firma a tre mani, con Jacopo e Gentile, della in parte perduta pala Gattamelata per la basilica del Santo a Padova, destinata a una cappella dedicata ai santi Bernardino e Francesco.

#### La serie delle Madonne col Bambino

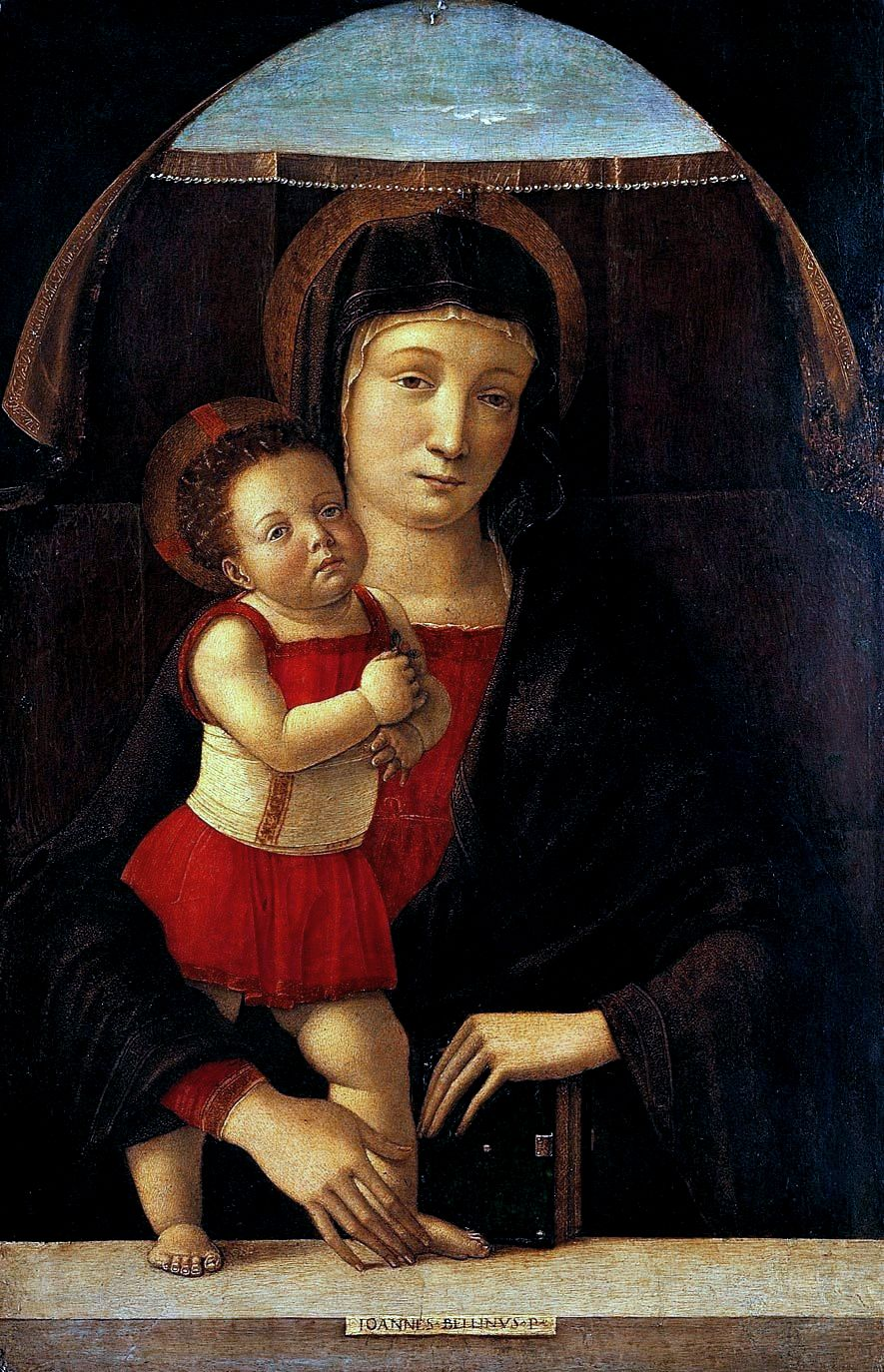
Madonna col bambino (1450- 1460) Pinacoteca Malaspina Pavia

Poco dopo o poco prima il 1460 Giovanni dovette avviare la serie delle Madonne col Bambino, che caratterizzò come tema tutta la sua carriera. Si tratta di una serie di immagini di dimensioni piccole e medio-piccole destinate alla devozione privata, frequentissime nella produzione lagunare del XV secolo. Si tratta di opere come la Madonna del Civico museo Malaspina di Pavia, quella di Filadelfia, la Madonna Lehman a New York e la cosiddetta Madonna greca della Pinacoteca di Brera a Milano.
In queste opere si leggono influssi allora ben vivi a Venezia, grazie al raggio delle sue attività mercantili, quali quello bizantino, con la fissità iconica delle divinità, e quello fiammingo, con la sua attenzione analitica al dettaglio. Inoltre Giovanni fu influenzato dalla scuola toscana filtrata in Veneto in quegli anni dalla decennale presenza di Donatello a Padova (1443-1453) e dall'esempio di Andrea Mantegna, divenuto già nel 1453 cognato di Giovanni, con il quale si stabilì un intenso rapporto di scambio interpersonale e artistico.
La prima produzione di Bellini godeva inoltre di caratteristiche già proprie, date da "una peculiare e dolcissima tensione che sempre lega madre e figlio in un rapporto di pathos profondo". Se i modelli compositivi riprendono quelli delle icone bizantine e cretesi, ripresi in alcuni casi con estrema fedeltà, radicale fu la reinvenzione di tali immobili stereotipi in figure vive e poetiche, capaci di instaurare un intimo rapporto con lo spettatore.

#### La serie delle Pietà
L'altro tema che si intrecciò per tutta la carriera del pittore, fin dagli esordi, è quello della Pietà. Anche questa iconografia si ispirava a modelli bizantini, l'imago pietatis. I prototipi della serie sono la Pietà dell'Accademia Carrara di Bergamo e quella del Museo Poldi Pezzoli, databili tra gli anni cinquanta e sessanta, a cui seguirono il Cristo morto sorretto da due angeli del Museo Correr, con influssi mantegneschi, la celebre Pietà della Pinacoteca di Brera (1465-1470 circa) e quella di Rimini, databile al 1474 circa.

#### La fase mantegnesca

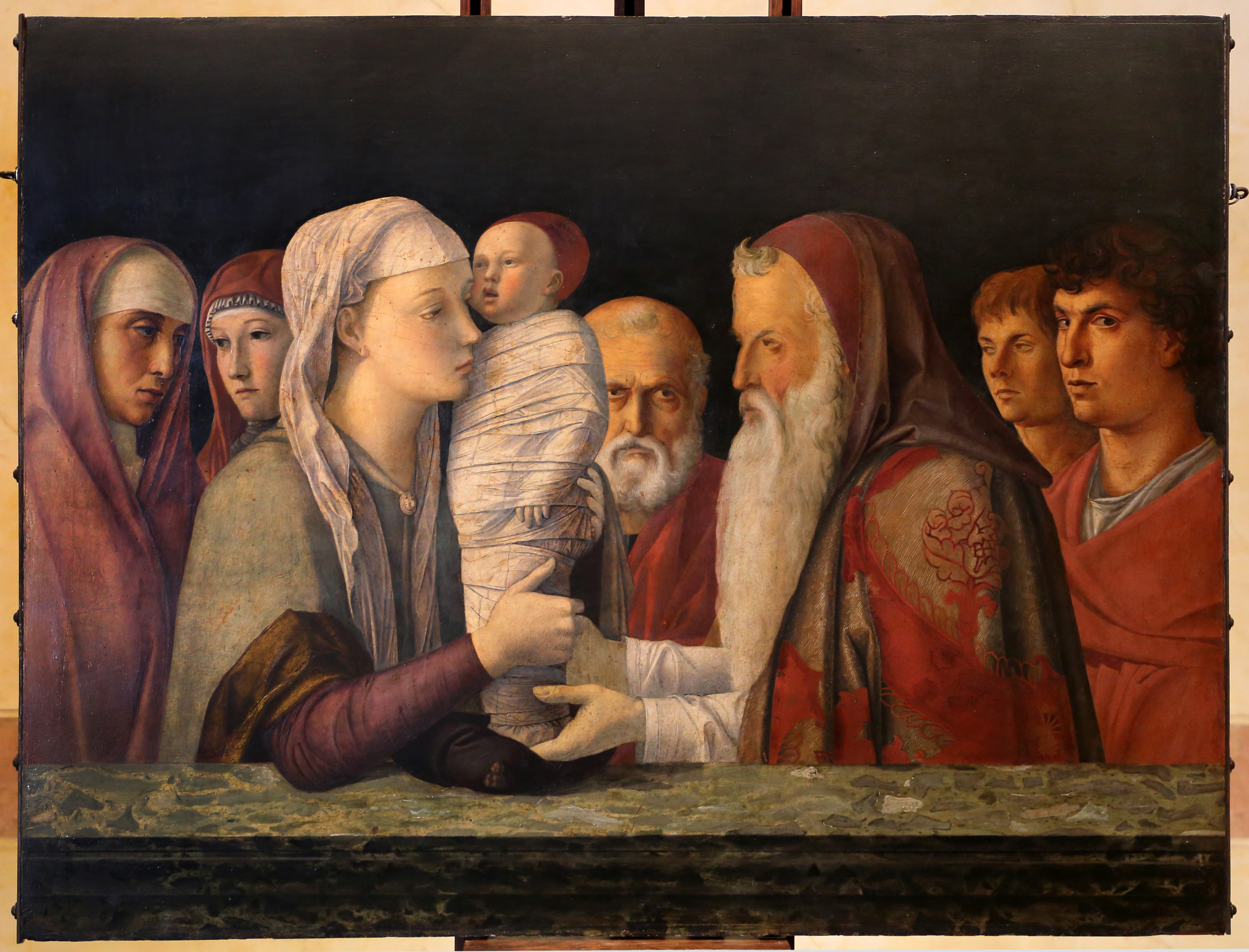
Giovanni Bellini, Presentazione al Tempio

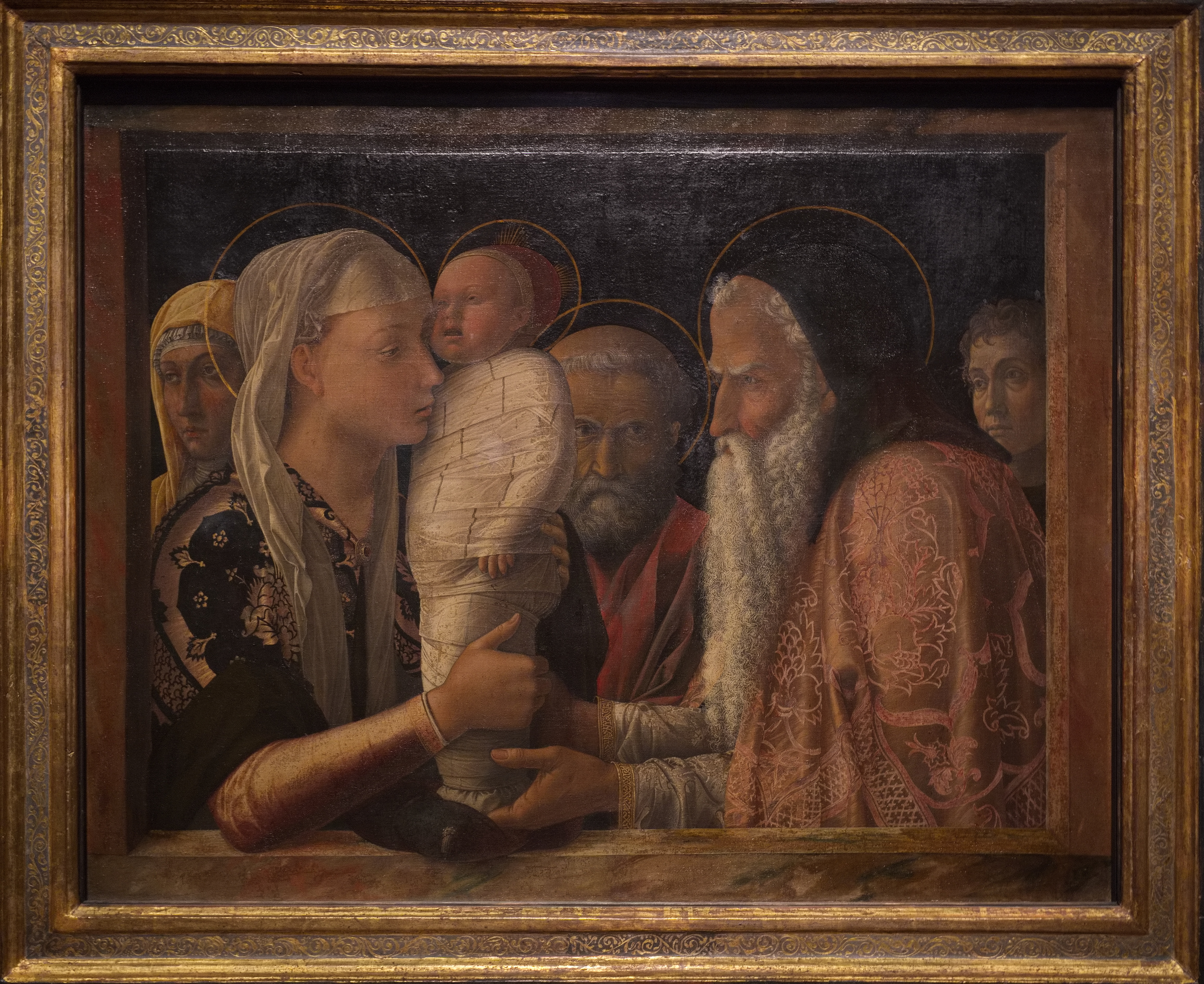
Andrea Mantegna, Presentazione al Tempio

Alcune opere della fase giovanile dell'artista sono accomunate dagli influssi del cognato Andrea Mantegna, con forme arrovellate, una certa ruvidità del segno, che si va addolcendo progressivamente, e una scomposizione minuziosa degli elementi. Tra le prime opere che presentano queste caratteristiche figurano le due tavole della Crocifissione e la Trasfigurazione, entrambe al Museo Correr, databili al 1455-1460, nelle quali le figure sono sottili e crudamente espressive, l'anatomia ossuta, il paesaggio ampio ma intonato alla ricerca di dettagli minuziosi, con linee secche e "rocciose".
Il rapporto con Mantegna si esemplifica appieno dal confronto di opere di simile o, talvolta, addirittura di identica composizione. È il caso ad esempio della Preghiera nell'orto alla National Gallery di Londra (1459 circa), simile a un'opera di analogo soggetto di Mantegna nello stesso museo (1455 circa), entrambe derivanti da un disegno di Jacopo Bellini in un suo album oggi a Londra. Entrambe hanno un'atmosfera livida e rarefatta, con un paesaggio roccioso e brullo, e un tratto piuttosto forzato, ma nell'opera di Bellini i colori sono meno cupi e smaltati, più naturali e meno "petrosi", e le forme sono addolcite da linee curve, come il levigato "cuscino di roccia" su cui è inginocchiato Gesù.
Ancora più diretto è il confronto che si può fare tra le due Presentazioni al Tempio (anni 1455-1460 circa), delle quali viene in genere ritenuta più antica la versione di Mantegna. L'impianto è identico e gli attori i medesimi, con la Vergine col Bambino appoggiati a un ripiano marmoreo in primo piano, mentre un vecchio e adunco sacerdote, Simeone, si protende per prenderlo e Giuseppe, in secondo piano, fissa frontalmente la scena, seminascosto dai protagonisti. Nella tavola di Mantegna la cornice, tramite necessario per i consueti esperimenti di "sfondamento" spaziale verso lo spettatore, circonda tutto il quadro, con due figure laterali, forse l'autoritratto suo e il ritratto della moglie Nicolosia, e con un'intonazione a una cromia ridotta, che rende i personaggi austeri e solidi come sculture di roccia. La tavola di Bellini invece ha due figure in più (tra cui spicca l'autoritratto di destra), con una diversa concertazione che movimenta il gruppo come una piccola folla umana; la cornice ha lasciato spazio a un più agevole davanzale, che isola meno le figure rispetto allo spettatore, e il colore rende con maggiore dolcezza e naturalismo gli incarnati e le altre superfici, accordandosi a un'alternanza di toni soprattutto bianchi e rossi.

### La maturità artistica
Tra il 1464 e il 1470 Giovanni si trovò coinvolto con la bottega del padre nell'esecuzione di quattro grandi trittici per l'appena ricostruita chiesa di Santa Maria della Carità a Venezia. Si tratta di quelli di San Lorenzo, di San Sebastiano, della Madonna e della Natività, che vennero smontati e ricomposti in epoca napoleonica prima di entrare alle Gallerie dell'Accademia (con l'attribuzione ai Vivarini), dove si trovano tuttora. Si tratta di opere interessanti, ma la loro esecuzione viene oggi in grandissima parte imputata ad altre personalità, mentre la progettazione generale viene assegnata a Jacopo Bellini. Tra i quattro quello considerato più autografo di Giovanni è il trittico di San Sebastiano, che viene considerato una sorta di prova generale per la sua prima grande prova come pittore, il polittico di San Vincenzo Ferrer.

#### Il polittico di San Vincenzo Ferrer
Il polittico di San Vincenzo Ferrer venne eseguito da Giovanni per l'omonimo altare nella basilica di San Zanipolo a Venezia, dipingendo nove scomparti disposti su tre registri, su cui era presente come coronamento anche una perduta lunetta col Padre Eterno.
I santi del registro centrale sono caratterizzati da un forte scatto plastico, sottolineato dal grandeggiare delle figure, le linee enfatiche delle anatomie e dei panneggi, l'uso geniale della luce radente dal basso per alcuni dettagli (come il volto di san Cristoforo). Lo spazio è dominato da lontani paesaggi sullo sfondo e la profondità prospettica è suggerita da pochi elementi basilari, come le frecce in scorcio di san Sebastiano o il lungo bastone di san Cristoforo.

#### La Pala di Pesaro

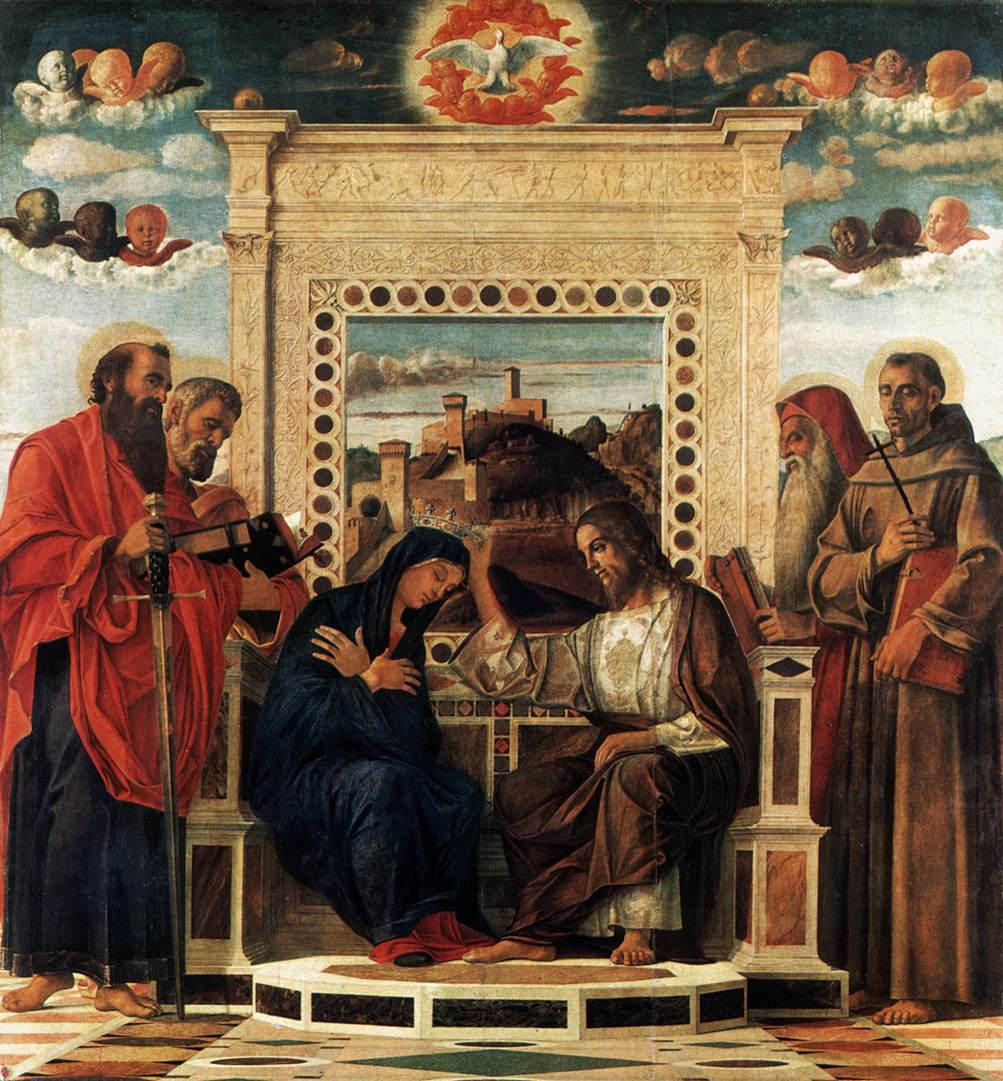
Pala di Pesaro, pannello centrale

Lo stile maturo di Giovanni raggiunge il suo culmine probabilmente già negli anni settanta, con la Pala di Pesaro, oggi nei Musei Civici di Pesaro, di impostazione pienamente rinascimentale con la forma rettangolare, coronata originariamente da una cimasa in cui era raffigurata una Pietà, oggi conservata nella Pinacoteca Vaticana. Il grande riquadro principale che mostra un'Incoronazione della Vergine, segna il raggiungimento di un nuovo equilibrio dove la lezione mantegnesca risulta sublimata da una luce chiara alla Piero della Francesca. L'impostazione compositiva segue gli schemi di alcuni monumenti funebri coevi, ma registra anche la straordinaria invenzione del quadro nel quadro, con la spalliera dello scranno di Gesù e Maria che si apre come una cornice, inquadrando un paesaggio che sembra una riduzione, per dimensioni, luce e stile, della pala stessa all'interno di sé.
Vi si leggono anche i primi influssi di Antonello da Messina, arrivato a Venezia nel 1475, con l'uso del colore a olio e l'unione dell'amore fiammingo per il dettaglio legato al senso della forma e della composizione unitaria italiano.

#### La Pala di San Giobbe

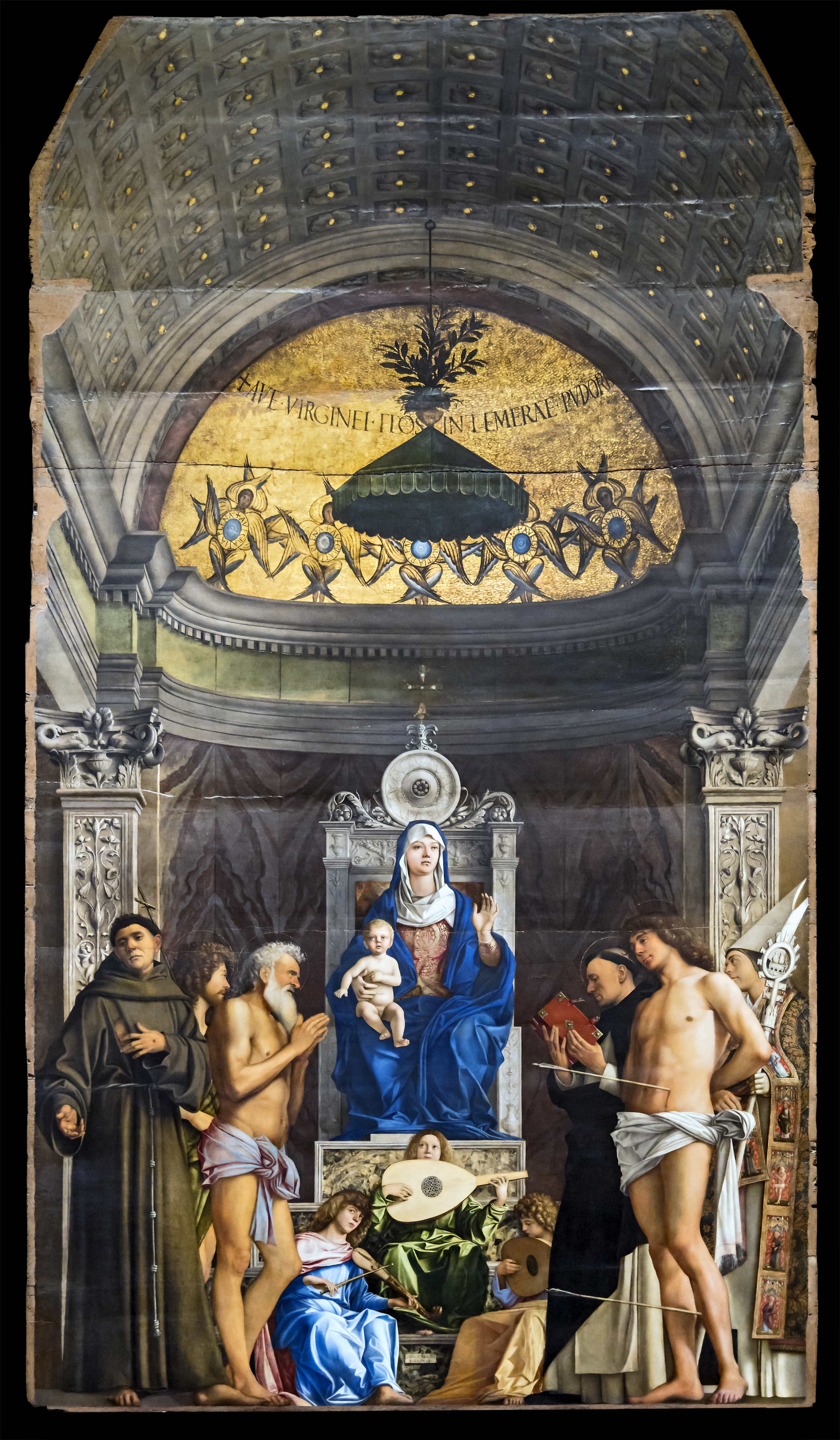
Pala di San Giobbe

Con la successiva Pala di San Giobbe Bellini maturò ed offrì una risposta completa alle novità introdotte dal siciliano a Venezia, facendone subito una delle sue opere più rinomate, citata già nel De Urbe Sito di Sabellico (1487-1491). La pala, che venne eseguita attorno al 1480, si trovava originariamente sul secondo altare a destra della chiesa di San Giobbe a Venezia, dove con la sua spazialità dipinta completava illusoriamente quella reale dell'altare. Una grande volta a cassettoni introduce in maniera prospettica alla composizione sacra, con pilastri laterali dipinti uguali a quelli realmente ai lati dell'altare. Una nicchia ombrosa e profonda accoglie poi al centro il gruppo sacro della Madonna col Bambino e angeli musicanti tra sei santi, sotto una calotta coperta da mosaici dorati nel più tipico stile veneziano. Si tratta di fatto della creazione dello spazio virtuale di una cappella laterale, con figure al contempo monumentali e caldamente umane, grazie al ricco impasto cromatico.
Purtroppo mancano riscontri con opere documentabili di quegli anni: i teleri che Giovanni dipinse dal 1479 per Palazzo Ducale, subentrando al fratello Gentile in partenza per Costantinopoli, sono infatti perduti. L'impegno di Giovanni all'impegnativa commissione pubblica lasciò provvisoriamente il campo libero – per le pale d'altare in ambito veneziano – ad altri pittori come Cima da Conegliano.

#### Il Trittico dei Frari
Nel 1488 Bellini firmò e datò il Trittico dei Frari, per la basilica di Santa Maria Gloriosa dei Frari a Venezia. In quest'opera le sperimentazioni illusionistiche della Pala di San Giobbe vengono ulteriormente sviluppate, con la cornice che "regge" il soffitto dipinto nei tre scomparti, illuminati con vigore in modo da sembrare reali. Dietro il trono di Maria si apre infatti una nicchia con mosaici dorati, con uno studio luministico che suggerisce una vasta profondità prospettica.

#### La Pala Barbarigo

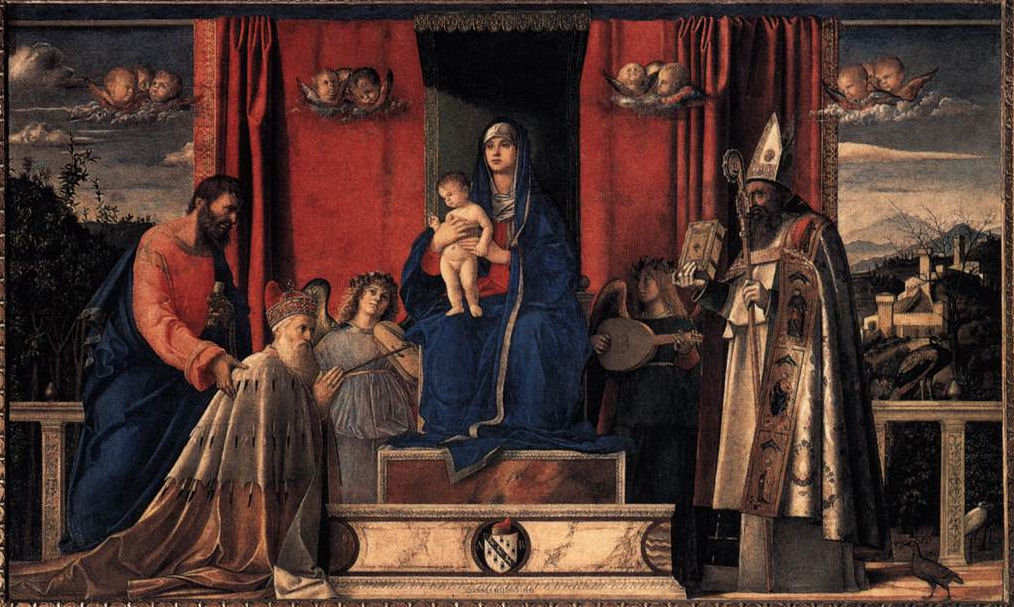
Pala Barbarigo (1488)

Sempre nello stesso anno è firmata la Pala Barbarigo (Madonna col Bambino, san Marco, sant'Agostino e Agostino Barbarigo in ginocchio), nella chiesa di San Pietro Martire a Murano, uno dei pochi episodi cronologicamente certi nella carriera dell'artista, grazie alla citazione anche nel testamento del doge Agostino Barbarigo. Nel dipinto san Marco, protettore di Venezia e quindi del dogado, presenta il devoto inginocchiato alla Vergine con gesto affettuoso. La concezione spaziale quattrocentesca è qui abbandonata per la prima volta, in favore di un rapporto più libero tra natura e sacra conversazione, e anche la stesura pittorica rappresenta uno dei primi esperimenti di pittura tonale, diversa da quella di Giorgione che è sempre legata al tema del lirismo profano, che qui manca.

#### La Sacra Conversazione
Verso il 1490 dipinse la sacra conversazione della Madonna col Bambino tra le sante Caterina e Maria Maddalena, oggi alle Gallerie dell'Accademia. In questa tavola si legge una maturazione nello stile dell'artista legata a una stesura del colore sfumata, alla Leonardo da Vinci. La luce cade di lato, avanzando morbidamente sulle vesti e sugli incarnati delle sante, in un'atmosfera silente e assorta, evidenziata dall'innovativo sfondo scuro, privo di qualsiasi connotazione. La composizione è simmetrica, come in tutte le sacre conversazioni di Giovanni, e la profondità è suggerita solo dalle posizioni in tralice delle due sante, che creano una sorta di ali diagonali direzionate sul gruppo sacro centrale.

#### I ritratti
Contemporaneamente a questa fitta produzione di arte sacra, Bellini si era dedicato almeno fin dagli anni settanta alla realizzazione di intensi ritratti che, sebbene non cospicui nel numero, furono estremamente significativi nei risultati. Il più antico documentato è il Ritratto di Jörg Fugger del 1474, seguito dal Ritratto di giovane in rosso e dal Ritratto di condottiero, entrambi della National Gallery di Washington. L'influenza di Antonello da Messina è evidente, ma le opere di Giovanni si contraddistinguono per un rapporto psicologico tra soggetto ritratto e spettatore meno evidente, intonato a un dialogo meno diretto e più formale. Va citato anche il Ritratto del doge Leonardo Loredan, datato 1501.

#### L'Allegoria sacra

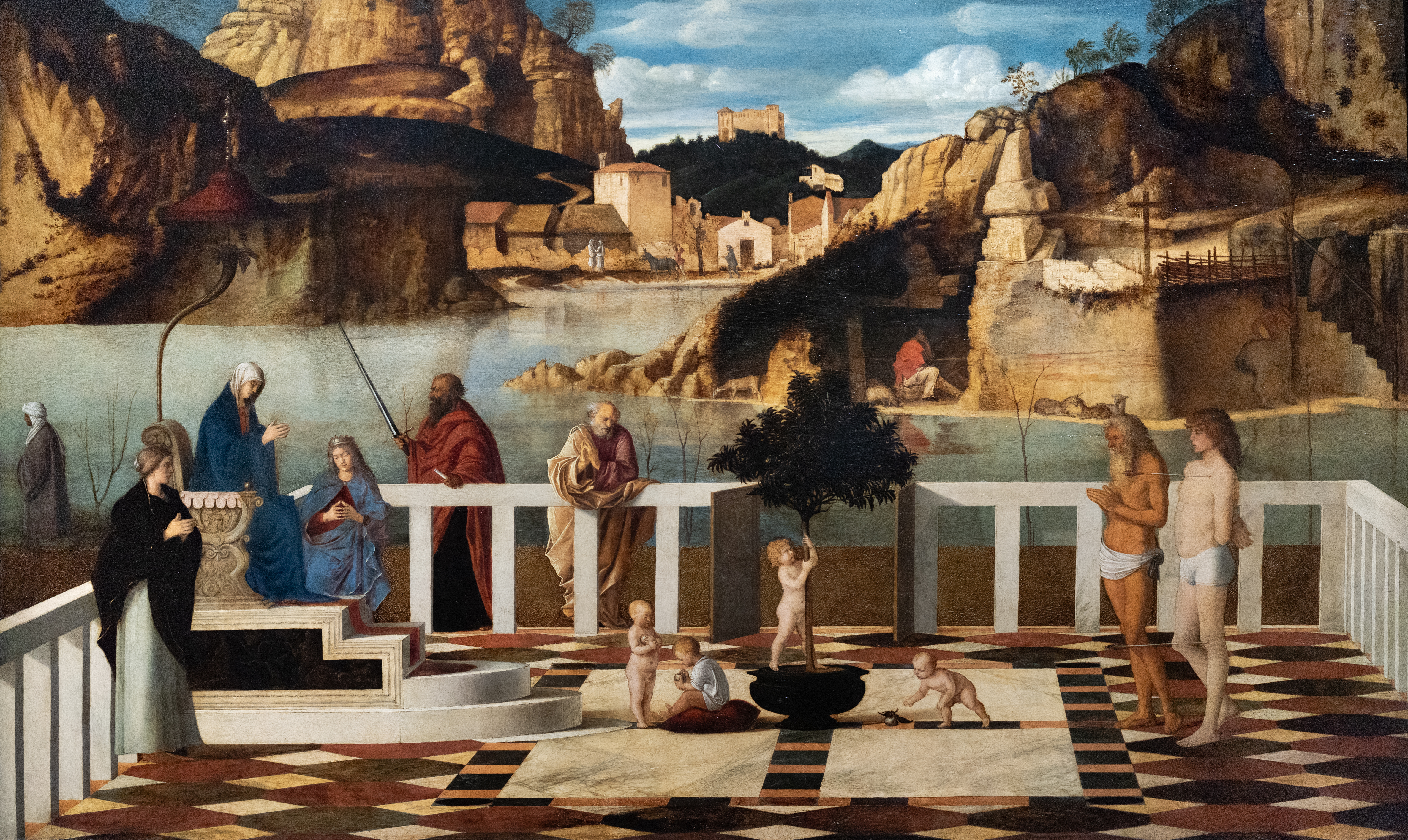
Allegoria sacra

Tra il 1490 e il 1500 va datata l'Allegoria sacra degli Uffizi, una delle opere più enigmatiche della produzione belliniana e rinascimentale in generale, popolata da una serie di figure simboliche il cui significato è oggi ancora sfuggente.
Sempre a carattere simbolico sono le Quattro allegorie delle Gallerie dell'Accademia, quattro tavolette a carattere moraleggiante, che originariamente decoravano un mobiletto da toilette, dotato di appendipanni e specchiera, già di proprietà del pittore Vincenzo Catena.

#### Verso la "Maniera moderna"
Avvicinandosi al XVI secolo Bellini sviluppò sempre maggiormente un approccio innovativo alla pittura ed al rapporto tra figure e paesaggio, che venne poi ripreso da Giorgione, Tiziano e altri dando origine alle straordinarie innovazioni della pittura veneziana del Rinascimento maturo. Ad esempio nella Sacra conversazione Giovanelli i personaggi sono ancora separati dal paesaggio retrostante, ma la veduta naturalistica è già unitaria, limpida e carica di valori atmosferici dati dalla coerente luce dorata.
Il Ritratto del doge Leonardo Loredan, del 1501 circa segnò la piena maturazione della lezione di Antonello da Messina, evidente nel realismo generale nelle rughe come nelle vesti, dove la fissità assume il valore della dignità della carica del soggetto. Le caratteristiche psicologiche sono sublimate da un solenne distacco, in nome del decoro del ruolo gerarchico del soggetto.
Del 1500-1502 è il Battesimo di Cristo nella chiesa di Santa Corona a Vicenza, composizione abbastanza tradizionale che tuttavia mostra, tra le prime nella produzione dell'artista, un'immersione pacata delle figure nello spazio che le circonda, attraversate dalla luce e dall'aria (con un possibile influsso di Giorgione, all'epoca allievo di Bellini).
Il San Girolamo leggente nel deserto della National Gallery di Washington segna forse un ripensamento verso l'ammodernamento, con la controversa data al 1505 (pare originale), ma uno stile legato ai modi del 1490 circa. Forse si tratta di un'opera di collaborazione o della conclusione tarda di un dipinto avviato anni prima.

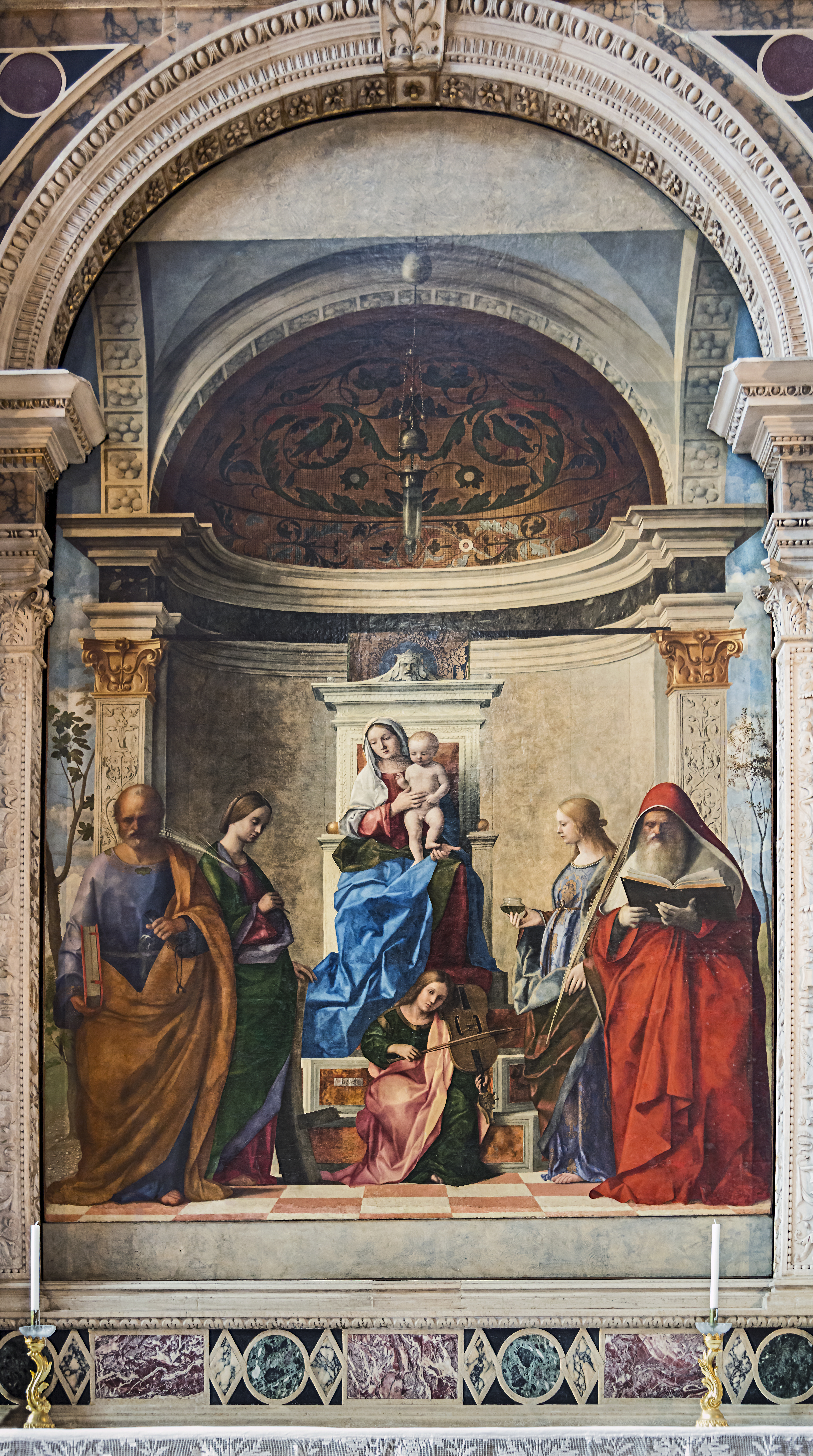
Pala di San Zaccaria

Si arriva così al capolavoro indiscusso della Madonna del Prato (1505 circa), una summa di significati metaforici e religiosi uniti a una profonda poesia ed emozionalità. Il paesaggio è limpido e rarefatto, con una luminosità serena, che rappresenta l'ideale della quiete, intesa come conciliazione spirituale, idilliaca ed eremitica.
Tali sentimenti e un'analoga profondità di lettura ricorrono in opere successive come la Madonna col Bambino benedicente del Detroit Institute of Arts (1509) o la Madonna col Bambino di Brera (1510). Sebbene in entrambe la tenda torni a separare il gruppo sacro dal paesaggio, vi si legge una visione nuova, memore delle conquiste di Giorgione, dove gli elementi umani risultano fusi alla natura. Nella Madonna di Brera le analisi hanno rivelato l'assenza di disegno sotto il paesaggio, testimoniando una confidenza nel disporre la natura piena e totale. Vicina a questa opera è anche una Madonna col Bambino alla Galleria Borghese di Roma, forse l'ultima versione pienamente autografa del soggetto.

### Ultima fase

#### LaPala di San Zaccaria
La Pala di San Zaccaria, del 1505, segnò l'inizio dell'ultima fase produttiva del pittore. In quest'opera Bellini, ormai settantacinquenne, riesce ancora a rinnovarsi accogliendo suggestioni dalle prime conquiste di Giorgione, legate al cosiddetto tonalismo. Con capacità e consapevolezza abbracciò la nuova evoluzione artistica, assimilandola e piegandola, con estrema coerenza, alla propria poetica. In questa pala la struttura compositiva non si differenzia molto da quella della Pala di San Giobbe, ma la presenza del paesaggio ai lati, ripreso da un'idea di Alvise Vivarini, genera una luce che ammorbidisce le forme, riscalda l'atmosfera e genera una nuova armonia fatta di piani ampi, macchie cromatiche e toni pacatamente contemplativi.
Oltre a questi elementi la pala si rifà a Giorgione anche per citazioni dirette: san Pietro e san Girolamo, con le barbe dolcemente sfumate, rimandano infatti alla fisionomia di San Giuseppe nella Sacra Famiglia Benson del maestro di Castelfranco, mentre Santa Caterina, la seconda da sinistra, è una ripresa letterale della Madonna nella stessa tavola.

#### La morte del fratello

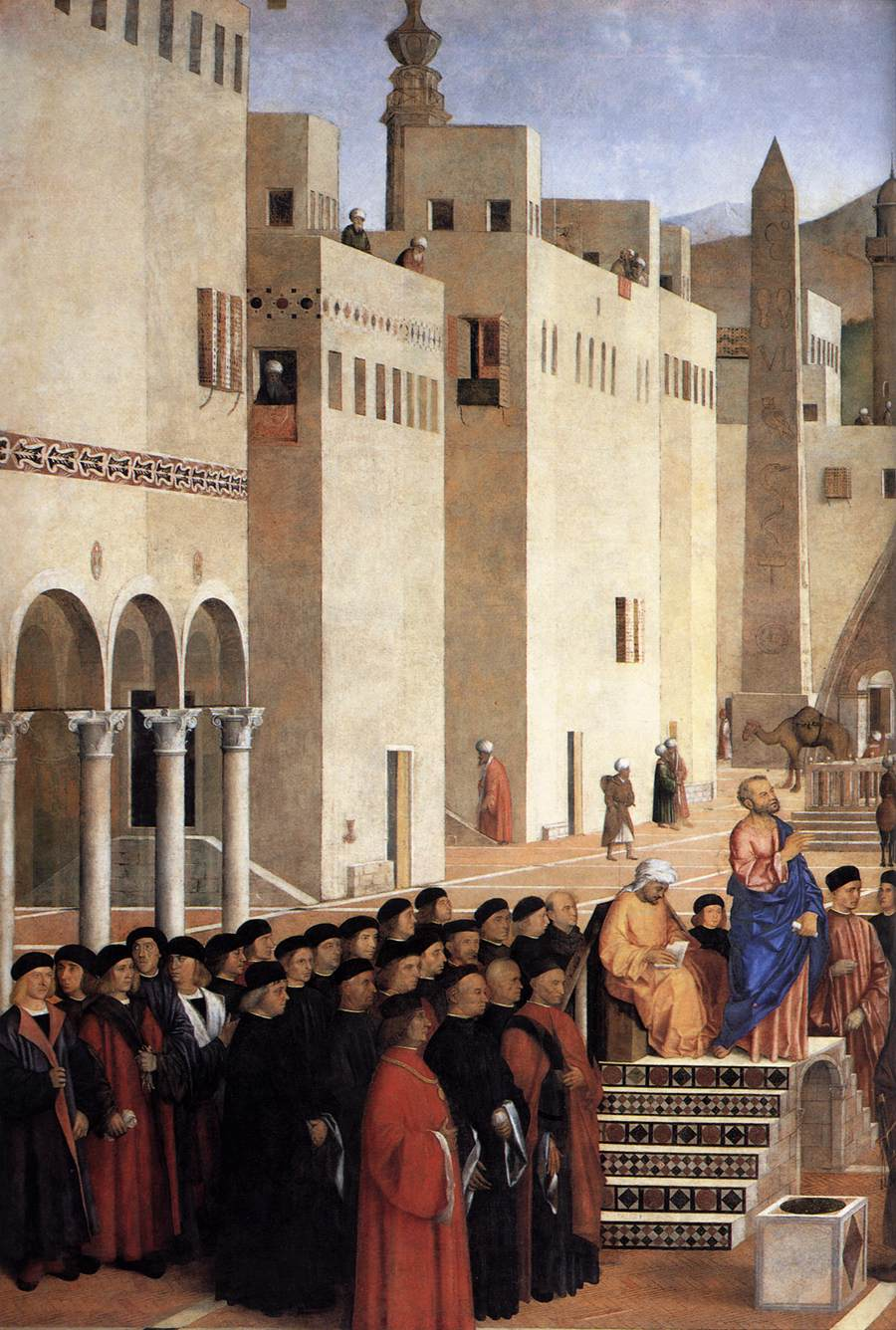
Predica di san Marco ad Alessandria (dettaglio)

Il 23 febbraio 1507 (1506 more veneto), secondo la notizia registrata da Marin Sanudo il Giovane, veniva sepolto Gentile Bellini; nell'appunto l'autore aggiunse una postilla secondo cui "è restato il fratello Zuan Belin, che è più excelente pitor de Italia".
In quegli anni la capacità e l'autorevolezza di Giovanni in campo artistico a Venezia è infatti fuori discussione, come anche la sua statura morale in generale. In una lettera del 1505 di Albrecht Dürer (allora in soggiorno a Venezia) all'amico Pirckheimer, si ricorda con orgoglio come fosse stato lodato in pubblico dal Bellini, il quale gli avrebbe anche richiesto qualche opera sua, da pagarsi bene: "Tutti mi avevano detto che è un grand'uomo, e infatti lo è" - scrive Dürer a proposito di Giovanni - "e io mi sento veramente amico suo. È molto vecchio, ma certo è ancora il miglior pittore di tutti".
Alla morte di Gentile eredita tutti i preziosi taccuini della bottega del padre Jacopo, con la condizione però di dedicarsi al completamento del grande telero con la Predica di san Marco, avviato da Gentile nel 1504 per la Scuola Grande di San Marco. Tale nota si giustifica con una riluttanza del pittore ad occuparsi di scene narrative, legate ai grandi cicli, prediligendo piuttosto le allegorie e i soggetti religiosi.

#### Opere profane

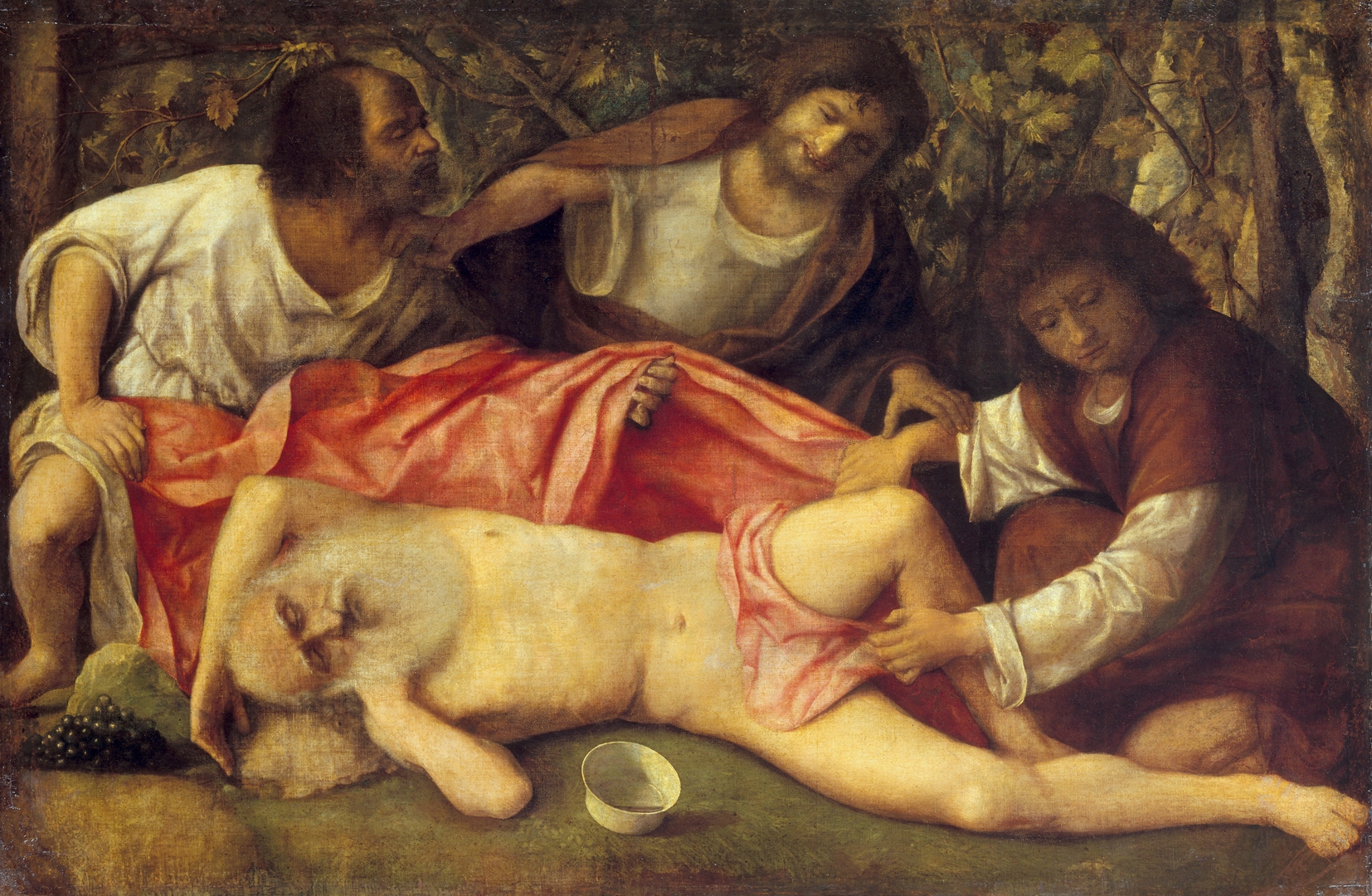
Ebbrezza di Noè

L'ultima produzione di Bellini è caratterizzata dalla richiesta di soggetti profani, temi sempre più cari alla ricca aristocrazia veneziana. In sostituzione del cognato Andrea Mantegna, deceduto nel 1506, dipinse per i Corner la Continenza di Scipione, un monocromo in cui però la sua tecnica chiaroscurale soffusa scioglie il soggetto archeologico, infondendovi un'inedita dolcezza umana.
La sua fama, vasta ormai ben oltre i confini dello stato veneziano, ne fa oggetto di numerose richieste di privati, su soggetti rari nella sua produzione, legati alla letteratura e alla classicità. In una lettera di Pietro Bembo a Isabella d'Este (1505), si apprende come l'anziano maestro sia pienamente partecipe del nuovo clima culturale, in cui l'artista è ormai attivo anche nell'elaborazione tematica e iconografica del soggetto richiesto: «la invenzione» scrive Bembo «bisognerà che l'accordi alla fantasia di lui che l'ha a fare, il quale ha piacere che molti segnati termini non si diano al suo stile, uso, come si dice, di sempre vagare a sua voglia nelle pitture».
Altri lavori successivi sono la Giovane donna nuda allo specchio (1515), in cui il soggetto idealmente erotico è però risolto in una casta contemplazione, il Bacco fanciullo e soprattutto il Festino degli dei.
Nello stesso periodo continua la produzione di pale d'altare, come un'ultima, commossa Pietà, o i Santi Girolamo, Cristoforo e Ludovico di Tolosa, opera ricca di spunti teologici.
L'approccio di Bellini alle novità del tonalismo è evidente in lavori come l'Ebbrezza di Noè: la scena è risolta con piani larghi di colore rossastro e violaceo, con una densa pastosità della materia pittorica, derivata dall'esempio di Giorgione; la composizione, che si svolge in orizzontale, è resa viva dalla connessione apparentemente casuale di gesti che legano le figure l'una all'altra, ma non manca il ricorso a una preparazione tipicamente quattrocentesca, con un'attenta cura del disegno di base e uno studio dell'andamento prospettico di gomiti, mani e ginocchia. Ciò garantisce all'artista una continuità stilistica e una straordinaria coerenza con la propria attività precedente, dimostrando la sua straordinaria versatilità e capacità di adattamento, ancora alla soglia dei novant'anni.

#### IlFestino degli Dei

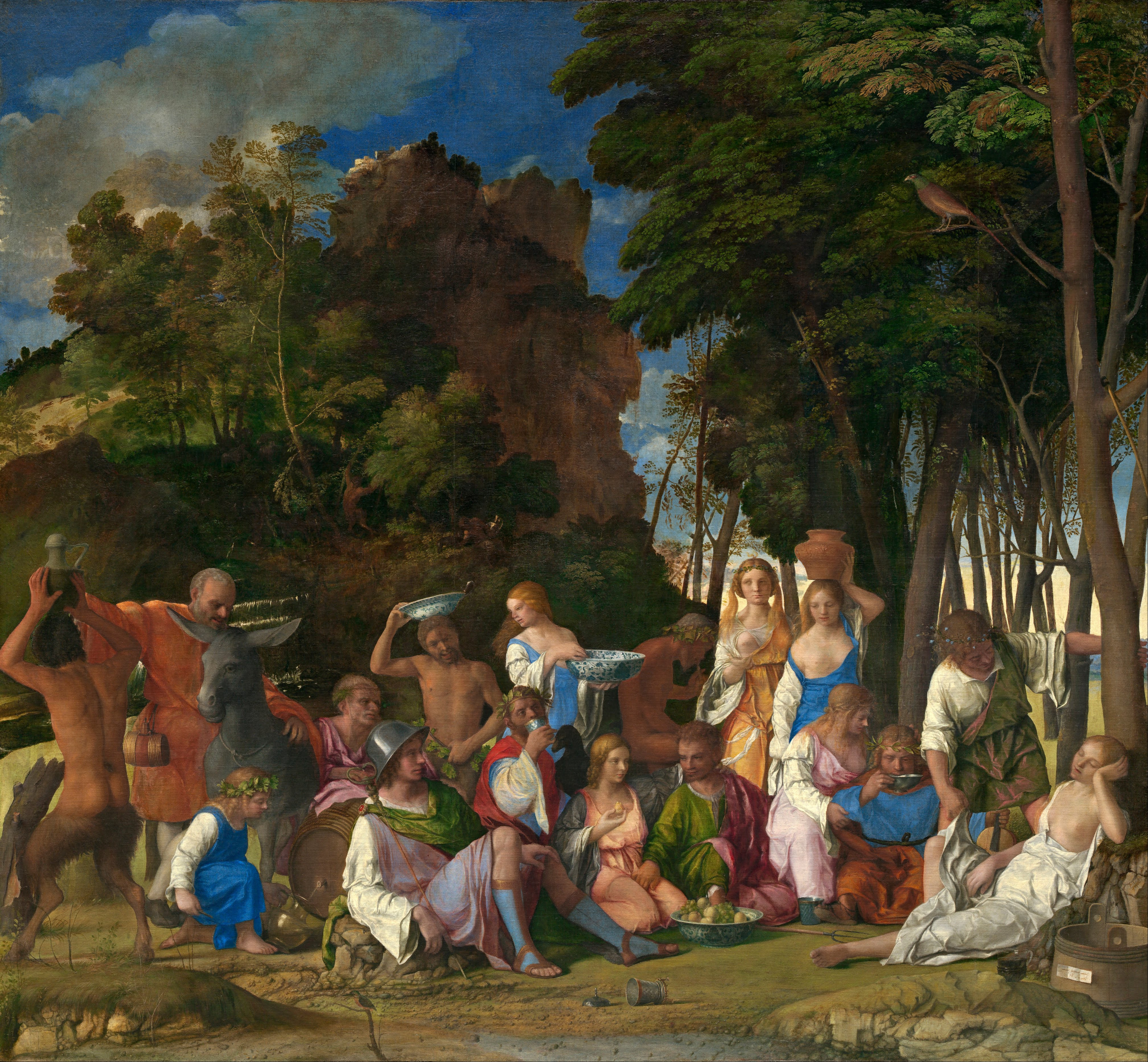
Festino degli dei

Nel 1514 firmò una delle sue ultime importanti commissioni, il Festino degli dei, opera a soggetto profano, probabilmente derivata dai Fasti di Ovidio, che inaugurò la serie di dipinti del camerino d'alabastro di Alfonso I d'Este. L'opera, ritoccata poi da Tiziano e da Dosso Dossi per adeguare il paesaggio agli altri dipinti della serie, e forse anche qualche attributo iconologico, tratta un soggetto raffinatamente erotico e lascivo, che il pittore risolse però con un approccio tutto sommato casto e misurato, tipico della sua poetica. Ormai sono estremamente evidenti i debiti verso il tonalismo, uniti a qualche durezza e qualche panneggio "tagliente" derivato dall'esempio di Dürer. Pare che lo stesso Bellini aggiunse particolari più espliciti (come i seni nudi delle ninfe, il gesto azzardato di Nettuno al centro) per venire incontro alle richieste del committente.
Scrisse Enzo Siciliano sul dipinto: «Eppure, anche per le mani di altri, resta non sfiorata la purezza della poesia di Giovanni, che era quella di uomo che meditava [...] sulla bellezza dell'esserci dell'uomo al mondo».

#### La morte
Nel 1515 Bellini completò un ultimo dipinto, il Ritratto di fra' Teodoro da Urbino, di austera intensità ed iniziò a lavorare al telero del Martirio di San Marco, commissionatogli l'anno prima dalla Scuola Grande di San Marco, opera che rimase incompleta e venne terminata, solo nel 1537, da Vittore Belliniano.
Bellini morì il 29 novembre 1516 e ricevette sepoltura presso la Basilica dei Santi Giovanni e Paolo, nella cappella di Sant'Orsola, a Venezia, vicino al fratello Gentile; Marin Sanudo annotò nei suoi diari: «Se intese, questa matina esser morto Zuan Belin, optimo pytor, [...] la cui fama è nota per il mondo, et cussi vechio come l'era, dipenzeva per excellentia». Giovanni era l'ultimo della sua generazione, dopo la scomparsa di Mantegna e Gentile Bellini; ma a differenza di questi ultimi, Giovanni non restò nella sua carriera sempre uguale a sé stesso, cercando costantemente di aggiornarsi e di recepire le novità. La sua intensa, ultra sessantennale carriera, sempre ai massimi livelli, fu infatti giocata interamente "fra innovazione e conservazione", come scrisse Rodolfo Pallucchini nel 1964.
Nella sua capacità di adattamento e ricezione del meglio che aveva intorno Bellini fu simile a Raffaello, rinnovandosi continuamente senza mai contraddire il legame con la propria tradizione, valorizzandolo anzi e facendone un punto di forza.

## Caratteristiche stilistiche

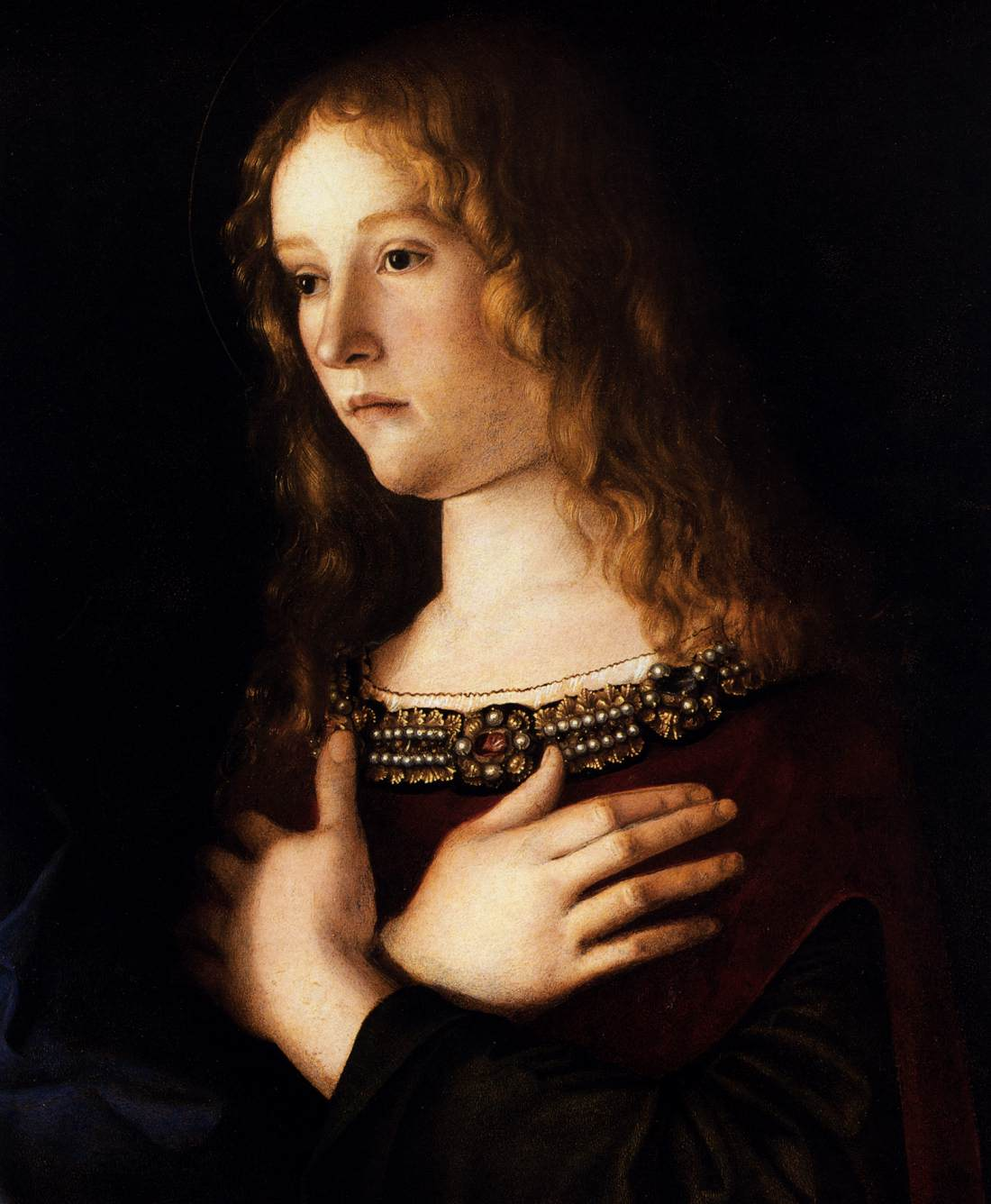
Maddalena (particolare), Gallerie dell'Accademia, Venezia

Bellini coniuga il plasticismo metafisico di Piero della Francesca e il realismo umano di Antonello da Messina (non quello esasperato dei fiamminghi) con la profondità cromatica tipica dei veneti, aprendo la strada al cosiddetto "tonalismo". Fu inoltre influenzato dal cognato Andrea Mantegna, che lo fece entrare in contatto con le innovazioni del Rinascimento fiorentino. Sempre Mantegna, con cui ha modo di lavorare a contatto nel soggiorno padovano, lo influenzò nell'espressività dei volti e nella forza emotiva che trasmettono i paesaggi sullo sfondo. A Padova, Bellini conobbe inoltre la scultura di Donatello, che in questo periodo imprimeva una carica espressionistica alla sua opera, avvicinandosi ad uno stile più vicino all'ambiente del Nord.
Bellini portò quindi grandi innovazioni nella pittura veneziana, quando il padre Jacopo e il fratello Gentile erano ancora legati alla ieraticità bizantina, e al tardogotico che a Venezia, nell'architettura, iniziò a tramontare solo a partire dal 1470. In seguito accolse la chiara luminosità di Piero della Francesca e fu uno dei primi a comprendere le innovazioni atmosferiche di Antonello da Messina, che trasformavano la luce in un legante dorato tra le figure, capace di dare la sensazione della circolazione dell'aria.

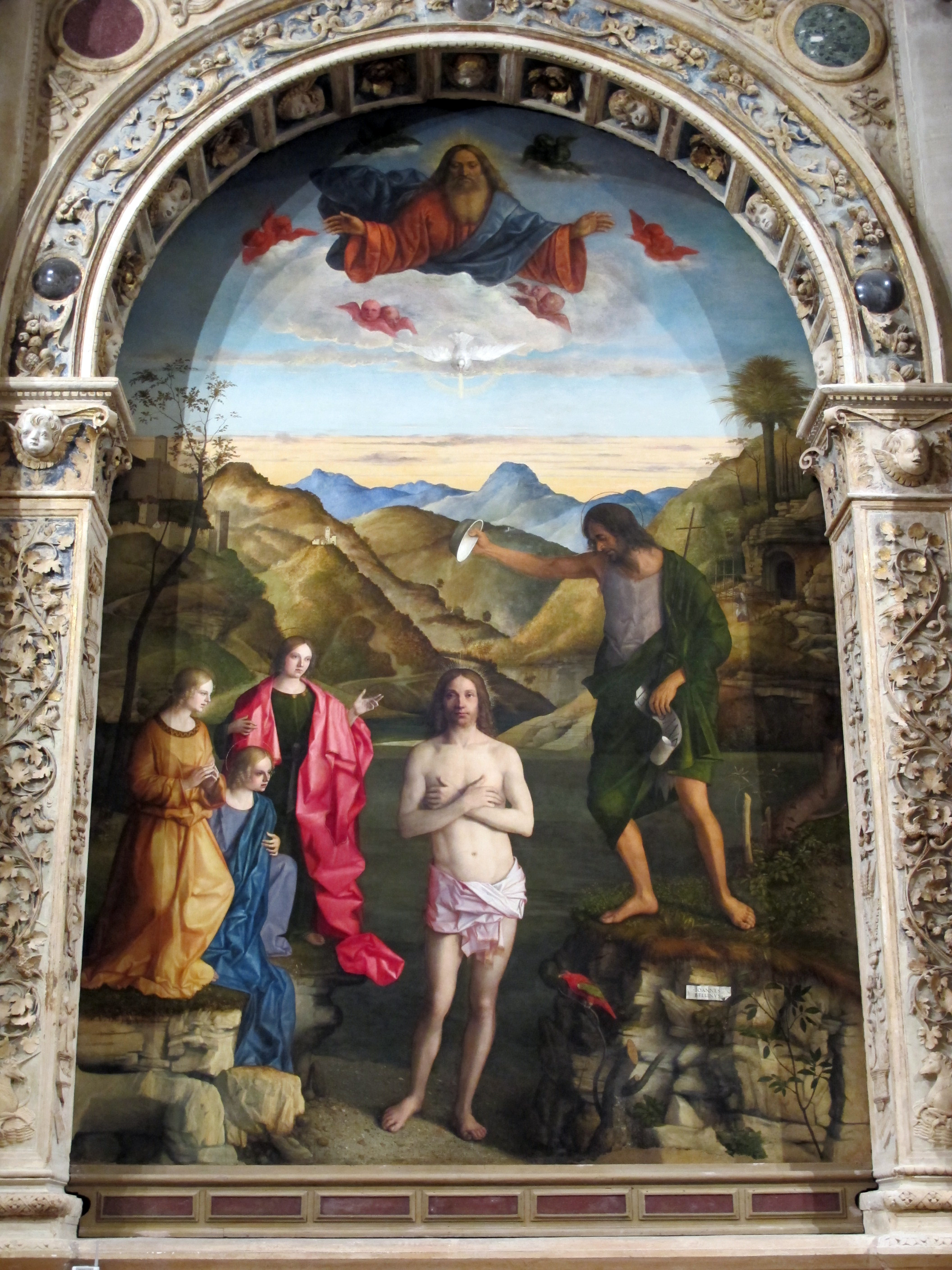
Vicenza, Santa Corona, altare Garzadori con battesimo di Cristo

Ancora, già anziano, apprezzò le qualità di artisti di passaggio in laguna, quali Leonardo da Vinci e Albrecht Dürer, assimilandone rispettivamente lo sfumato e il gusto nordico per il panneggio tagliente. Ma la sua conquista più grande fu, ormai settantenne, di aver riconosciuto la portata della rivoluzione del tonalismo di Giorgione e, poco più tardi, del giovane Tiziano, applicando il colore in campi più ampi e pastosi, senza un confine netto dato dalla linea di contorno, e tendendo a fondere i soggetti col paesaggio che li circonda.
Come Raffaello ottenne dall'estremo equilibrio un'estrema armonia: più dell'urbinate però la stessa poesia era stata la principale ispirazione e il fine della sua arte.
Scrisse di lui Berenson: «Per cinquant'anni guidò la pittura veneziana di vittoria in vittoria, la trovò che rompeva il suo guscio bizantino, minacciata di pietrificarsi sotto lo stillicidio di canoni pedanteschi, e la lasciò nelle mani di Giorgione e di Tiziano, l'arte più completamente umana di qualsiasi altra che il mondo occidentale conobbe mai dopo la decadenza della cultura greco-romana».

## Allievi
Secondo una notizia del Vasari, non confermata da altre fonti, da Bellini si formò Giorgione. Fra i suoi discepoli sicuri figurano Nicolò Rondinelli e Marco Bello.

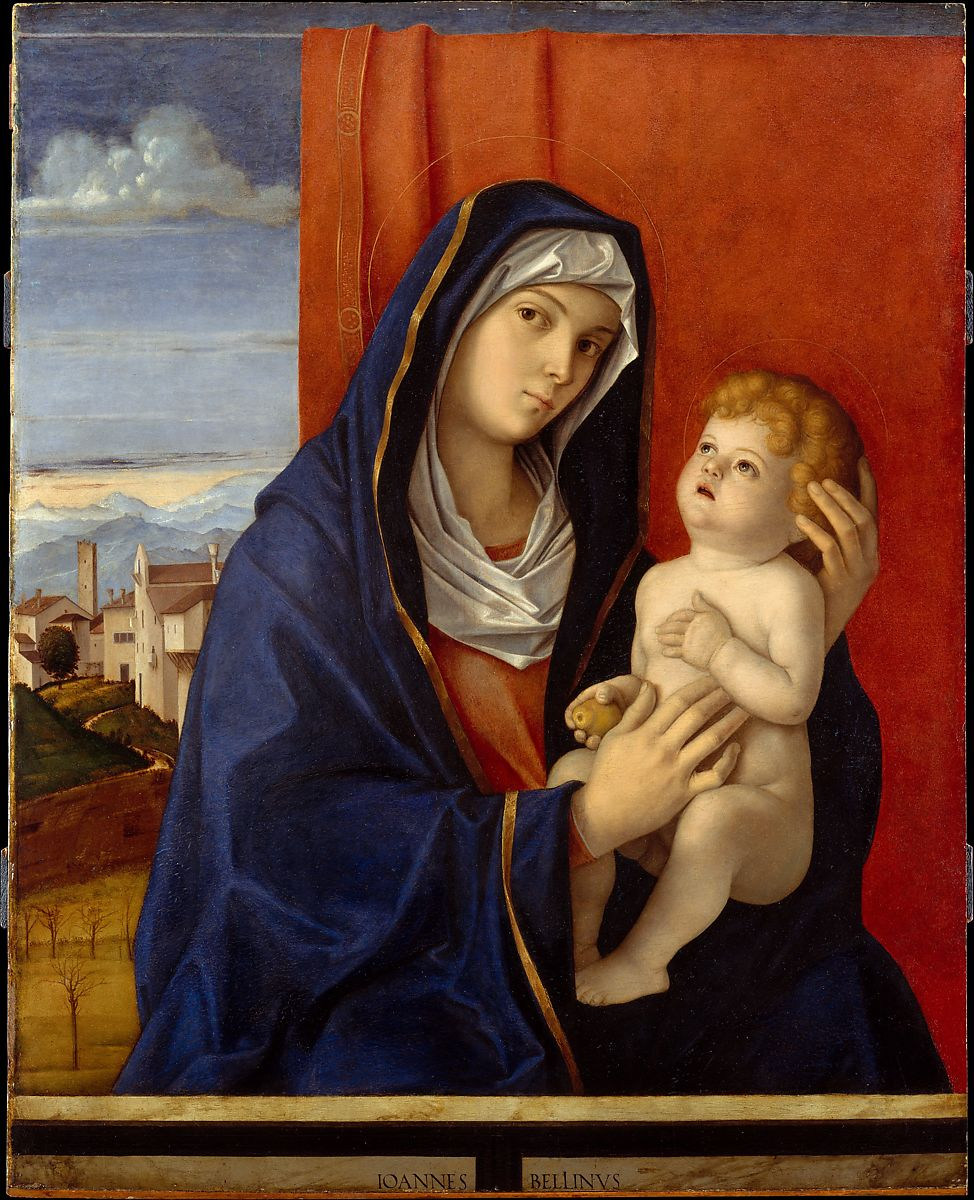
Madonna col Bambino, 1485-1490, olio su tavola, New York, Metropolitan Museum of Art

## Nella cultura di massa
Bellini è anche un famoso cocktail, inventato nel 1948 da Giuseppe Cipriani, proprietario e capo barista dell'Harry's Bar di Venezia e nominato tale proprio in onore del pittore. Il Bellini è a base di vino bianco frizzante (usualmente del prosecco o dello spumante brut) e polpa frullata fresca di pesca bianca e ha un caratteristico colore rosato, che ricordò a Cipriani il colore della toga di un santo in un dipinto del pittore veneziano. Il successo del Bellini indusse Cipriani ad ulteriori contaminazioni tra pittura ed enogastronomia, con l'invenzione nel 1950 del Carpaccio, pietanza consistente in fettine sottilissime di controfiletto di manzo crudo disposte su un piatto e decorate alla Kandinsky, con una salsa che viene chiamata universale, così chiamato poiché a Cipriani il colore della carne cruda ricordava i colori intensi dei quadri del pittore Vittore Carpaccio, delle cui opere si teneva in quel periodo una mostra nel Palazzo Ducale di Venezia.
Nella zona di Pesaro, dove il pittore soggiornò per realizzare la celebre pala, "Giamblèn" (Giambellino in dialetto locale) ha assunto per antonomasia il significato di "persona trasandata".